# Jean-Pierre Roy
Jean-Pierre Roy (* 12. September 1963) ist ein haitianischer Skirennläufer. 

## Biographie
Roy floh mit seinen Eltern im Alter von zwei Jahren nach Frankreich. Im Alter von 39 Jahren begann er mit dem Skifahren. Nach dem Erdbeben in Haiti 2010 – und einer Wette – wollte Roy zeigen, dass in seinem Heimatland mehr steckt als Elend. Schließlich nahm er an den Weltmeisterschaften 2011 teil und belegte im Riesenslalom den 127. und im Slalom den 78. Platz. Um für die Weltmeisterschaften startberechtigt zu sein, gründete Roy den haitianischen Skiverband Fédération Haïtienne de Ski, dem er auch als Präsident vorsteht. Bei den Weltmeisterschaften 2013 beendete er, nachdem er nur zwei Rennen in den vergangenen 24 Monaten bestritten hatte, den Riesenslalom auf dem 94. und den Slalom auf dem 64. Rang. Seine bislang letzte Teilnahme war an den Weltmeisterschaften 2023.
Abgesehen von internationalen Großereignissen startet Roy hauptsächlich bei FIS bzw. Citizenrennen.
Roy hat ein Enkelkind und betreibt in einem Pariser Vorort ein Computergeschäft.

## Erfolge

### Weltmeisterschaften
- Garmisch-Partenkirchen 2011: 78. Slalom, 127. Riesenslalom
- Schladming 2013: 64. Slalom, 94. Riesenslalom
- Vail/Beaver Creek 2015: 61. Slalom, 107. Riesenslalom
- St. Moritz 2017: 82. Slalom, 88. Riesenslalom
- Åre 2019: 85. Slalom, 121. Riesenslalom
- Cortina d’Ampezzo 2021: 77. Riesenslalom, DNQ Slalom
- Courchevel 2023: 74. Slalom, 90. Riesenslalom
- Saalbach 2025: DNQ Riesenslalom

### Weitere Erfolge
- Haitianischer Meister im Slalom (2024)
- Haitianischer Vizemeister im Riesenslalom (2024)
- Haitianischer Vizemeister im Slalom (2023)
- Bronze bei den haitianischen Meisterschaften im Riesenslalom (2023)